# Colografía

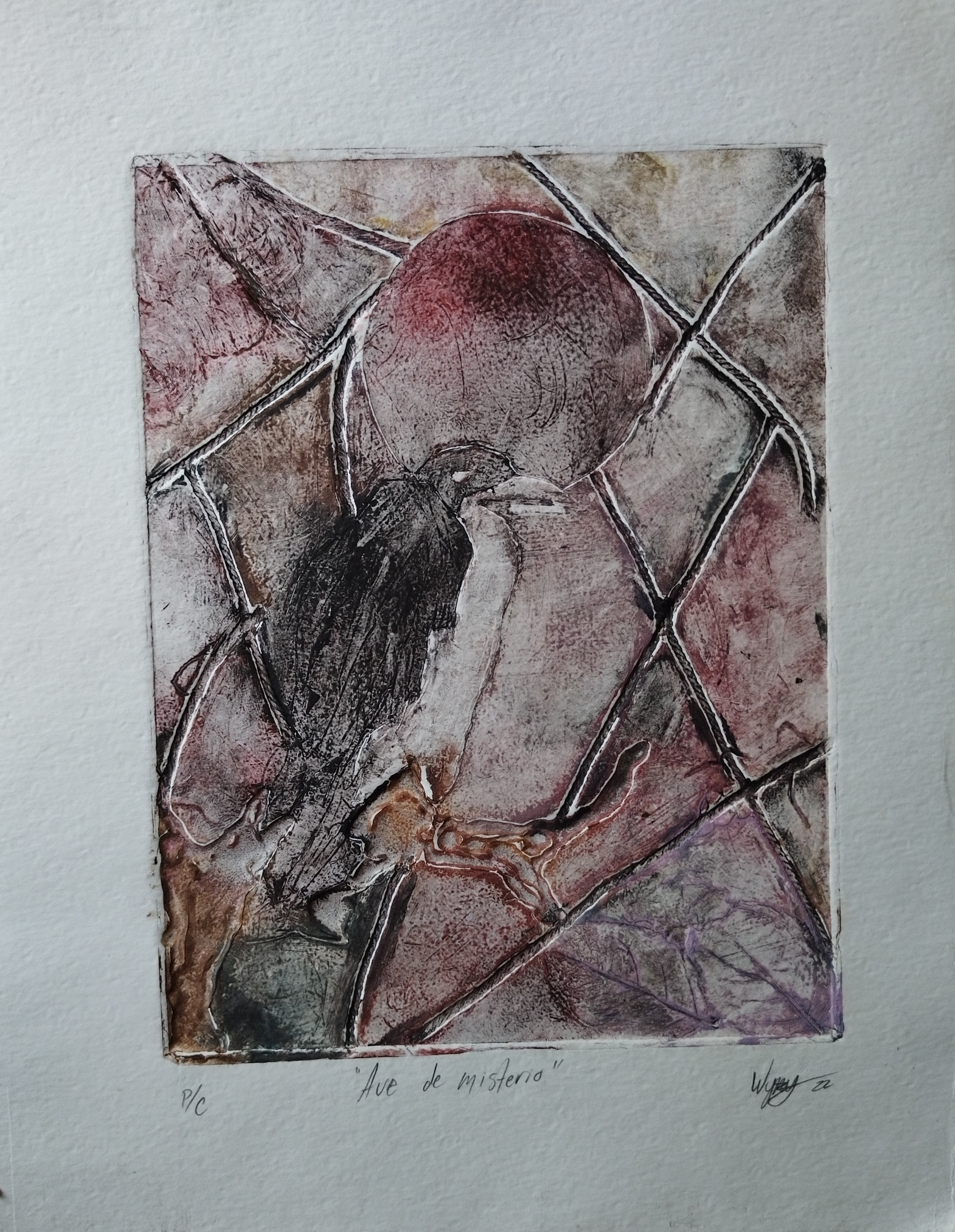
"Ave de misterio", grabado de Wyny, realizado en la Universidad de Ciencias y Artes de Chiapas

La colografía es un proceso de grabado introducido en 1955 por Glen Alps en el que los materiales se aplican a un sustrato rígido como el cartón o la madera.  Se imprime sobre papel y entintando y limpiando la matriz como en el grabado tradicional. Esta técnica también es llamada Grabado Matérico y Técnicas Aditivas.
| Glen Alps     | Glen Alps                                  |
| ------------- | ------------------------------------------ |
| Nacido        | 20 de junio de 1914 Loveland, Colorado     |
| Murió         | 3 de noviembre de 1996 Seattle, Washington |
| Nacionalidad  | Ciudadano estadounidense                   |
| Otros nombres | Glen Earl Alpes Glen E. Alpes              |
| Ocupación     | Artista, educador                          |
| Conocido por  | Desarrollador de la colografía             |

La palabra se deriva de la palabra griega koll o kolla, que significa pegamento, y gráfico, que significa la actividad de dibujar.
Su principal aportación al mundo de la gráfica es la sustitución de las matrices tradicionales por otras radicalmente distintas, lo que supuso un replanteamiento fundamental en cuanto a la concepción técnica y estética.
La placa puede estar entintada en huecograbado, entintada con un rodillo o pincel o alguna combinación de los mismos. Se aplica tinta o pigmento al collage resultante y el tablero se usa para imprimir en papel u otro material usando una imprenta o varias herramientas manuales. 
Las sustancias como el carborundo, los medios de textura acrílica, los papeles de lija, los textiles, el plástico de burbujas, el hilo u otras fibras, la cartulina cortada, las hojas y la hierba se pueden utilizar para crear la placa de cológrafo. En algunos casos, las hojas se pueden utilizar como fuente de pigmento frotándolas sobre la superficie del plato.
Se pueden lograr diferentes efectos tonales y colores vibrantes con la técnica debido a la profundidad del relieve y el entintado diferencial que resulta de la superficie altamente texturizada de la placa del cológrafo.
La colografía es un método de grabado muy abierto. Se puede aplicar tinta a las superficies superiores del plato con un brayer para una impresión en relieve, o se puede aplicar tinta a todo el tablero y luego se quita de las superficies superiores pero permanece en los espacios entre los objetos, lo que da como resultado una impresión en huecograbado. También se puede emplear una combinación de métodos de huecograbado y relieve. Se puede utilizar o no una imprenta.

### Autores
En 1892, Pierre Roche comenzó a dibujar relieves sobre yeso hueco, luego cepillaba la tinta sobre estas para obtener estampas sobre papel japonés. Él les dio a estas impresiones el nombre de acuarelas estampadas.
Rolf Nesh (grabador alemán), fue tal vez el primero en pegar, ensamblar y recortar una variedad de materiales sobre placas de metal, alambre de cobre, madera, piedra, cuerda,etc. Con la intención de estamparlos, realizando en 1932 la obra Hamburg Bridges.
Años después, Michel Ponce de León realiza el Collage Intaglio, diseñando todo el proceso de estampación, incluida la prensa, para conseguir estampas casi escultóricas. También estuvo de protagonista Boris Margo, quien experimentó con adhesivos disolviendo celuloide en acetona para crear distintos grosores. Así surgió el Cello-Cut.
Edmond Casarrella experimentó alrededor de 1946 con los Paper Cuts utilizando papeles y aglutinante en sus matrices para luego estamparlas a mano.
Entre 1950 y 1965 Clare Romano y John Ross investigan el cartón como soporte gráfico utilizando goma laca para sellar y endurecer los elementos pegados en él. A finales de los 60 Romano comienza a usar también el gesso acrílico, elemento fundamental para producir texturas.